# 好髒的哈利
《好髒的哈利》（英語：Harry the Dirty Dog）是1956年出版的美國繪本，由金·紀歐編寫內文，其妻瑪格麗特·布羅伊·葛雷漢繪製插圖。講述一隻不喜歡洗澡的狗的故事。
自從1964年在日本出版後，《好髒的哈利》廣受日本讀者歡迎，至今已在日本再版一百多次。「日本繪本之父」松居直也特別推崇這本書。

## 故事簡介
一隻黑點白狗「哈利」十分討厭洗澡，某日因聽見主人準備幫牠洗澡，便銜著刷子逃家。牠將刷子埋進後院，然後在修馬路的地方、鐵軌上的天橋、運煤的卡車等地四處玩耍，自己變得一身黑，成為一隻有白點的黑狗。當哈利回到家時，主人已認不出牠了，哈利只好銜著刷子跳進浴缸，洗過澡後重新變回有黑點的白狗。

## 殊榮
《好髒的哈利》曾先後入選紐約公共圖書館「每個人都應該知道的100種繪本」、日本兒童文學者協會編《世界繪本100選》、2007年美國全國教育協會「教師們推薦的100本書」。